# Campbell, Kalifornija
Campbell je grad u američkoj saveznoj državi Kalifornija. Prema popisu stanovništva iz 2010. u njemu je živjelo 39,349 stanovnika.

## Vanjske poveznice
|  | Zajednički poslužitelj ima još gradiva o temi Campbell, Kalifornija |